# Celama rufomixta
Celama rufomixta är en fjärilsart som beskrevs av Adalbert Seitz 1913. Celama rufomixta ingår i släktet Celama och familjen trågspinnare. Inga underarter finns listade i Catalogue of Life.